# Gare de Bierset-Awans
La gare de Bierset-Awans est une gare ferroviaire belge, de la ligne 36, de Bruxelles-Nord à Liège-Guillemins, située à Bierset, section de la commune de Grâce-Hollogne, dans la province de Liège en région wallonne.
Elle est mise en service en 1866 par les Chemins de fer de l'État belge.
C'est une halte voyageurs de la Société nationale des chemins de fer belges (SNCB) desservie par des trains Suburbains (S) de la ligne S44 du RER liégeois.

## Situation ferroviaire
Établie à 162 mètres d'altitude, la gare de Bierset-Awans est située au point kilométrique (PK) 89,283 de la ligne 36, de Bruxelles-Nord à Liège-Guillemins, entre les gares de Voroux et d'Ans.

## Histoire
La station de « Bierset-Awans » est mise en service le 1er septembre 1866 par les Chemins de fer de l'État belge, suivant la décision de l'arrêté royal du 27 juillet de la même année instituant la création d'un bureau de station de cinquième classe (minimum).

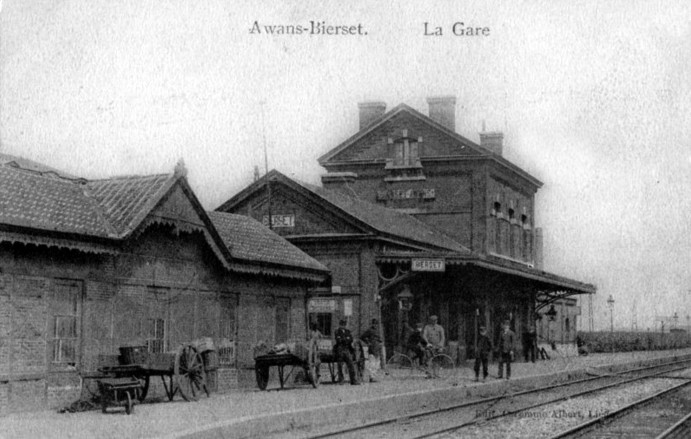
Vers 1900 (à gauche, le premier bâtiment).
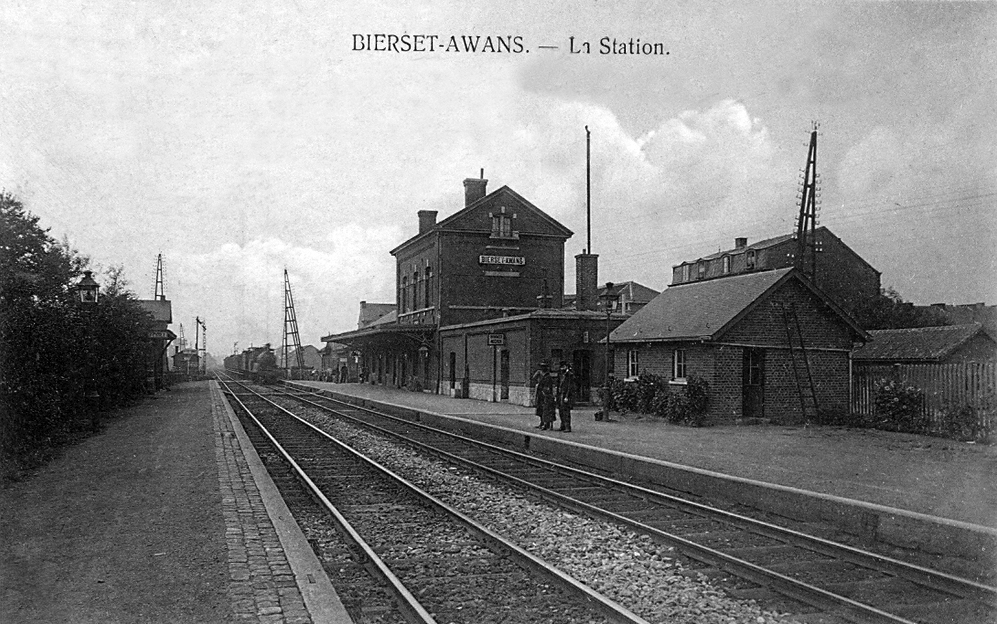
Vers 1910.

Un premier bâtiment, en bois, est remplacé par une gare en briques dans les années 1880-1890. Ce bâtiment, dont les plans remontent à 1881 correspond aux directives de 1880 et recourt à un plan similaire à celui de la gare de Remicourt avec une aile de cinq travées abritant la salle des guichets et un corps de logis à étage de trois travées occupé par les bureaux et le logement de fonction du chef de gare. À Bierset-Awans, l'aile se trouve à gauche du corps de logis, vu depuis les quais, tandis que Remicourt emploie l'arrangement opposé. 
Il a été détruit à la fin du XXe siècle, sans doute lors des travaux de la construction de la ligne à grande vitesse 2 établie en parallèle aux voies de la ligne 36 sur le tronçon qui passe par la nouvelle halte. Auparavant, cette portion de la ligne 36 avait été mise à quatre voies.
La halte actuelle se trouve du côté opposé à l'ancienne gare, tandis que le parking de cette halte se trouve toujours à l'emplacement de l'ancienne gare.

## Service des voyageurs

### Accueil
Halte SNCB, c'est un point d'arrêt non géré (PANG) à accès libre. Chaque quai dispose d'un abri.

### Desserte
Bierset-Awans est desservie par des trains Suburbains (S44) de la SNCB (voir brochure SNCB de la ligne 36).
En semaine, la desserte est constituée de trains S44 reliant Landen à Liège-Guillemins et Visé, toutes les heures. Ils sont renforcés par des trains P ou S44 supplémentaires de Landen à Liège-Guillemins (deux, le matin), un d'Ans à Landen (le matin) et un de Waremme à Liège-Guillemins (l’après-midi). Le mercredi midi, un S44 supplémentaire relie Waremme à Liège-Guillemins.
Les week-ends et jours fériés, la desserte est uniquement constituée de trains S44 reliant Landen à Liège-Guillemins et circulant toutes les heures dans chaque sens.

### Intermodalité
Un parking pour les véhicules y est aménagé, de l'autre côté des voies.
L'aéroport de Liège se situe à environ 2km de la gare.

## Comptage voyageurs
Le graphique et le tableau montrent le nombre de passagers qui en moyenne embarquent durant la semaine, le samedi et le dimanche.
| Nombre de voyageurs qui embarquent à la gare de Bierset-Awans | Nombre de voyageurs qui embarquent à la gare de Bierset-Awans | Nombre de voyageurs qui embarquent à la gare de Bierset-Awans | Nombre de voyageurs qui embarquent à la gare de Bierset-Awans |
|                                                               | Semaine                                                       | Samedi                                                        | Dimanche                                                      |
| ------------------------------------------------------------- | ------------------------------------------------------------- | ------------------------------------------------------------- | ------------------------------------------------------------- |
| 1977                                                          | 314                                                           | 53                                                            | 25                                                            |
| 1978                                                          | 373                                                           | 66                                                            | 42                                                            |
| 1979                                                          | 333                                                           | 38                                                            | 26                                                            |
| 1980                                                          | 380                                                           | 49                                                            | 34                                                            |
| 1981                                                          | 299                                                           | 42                                                            | 32                                                            |
| 1982                                                          | 355                                                           | 67                                                            | 62                                                            |
| 1983                                                          | 353                                                           | 54                                                            | 32                                                            |
| 1984                                                          | 198                                                           | 26                                                            | 21                                                            |
| 1985                                                          | 232                                                           | 25                                                            | 20                                                            |
| 1986                                                          | 255                                                           | 34                                                            | 21                                                            |
| 1987                                                          | 241                                                           | 34                                                            | 24                                                            |
| 1988                                                          | 208                                                           | 40                                                            | 34                                                            |
| 1989                                                          | 186                                                           | 29                                                            | 20                                                            |
| 1990                                                          | 162                                                           | 23                                                            | 27                                                            |
| 1991                                                          | 182                                                           | 15                                                            | 23                                                            |
| 1992                                                          | 177                                                           | 28                                                            | 23                                                            |
| 1993                                                          | 133                                                           | 12                                                            | 11                                                            |
| 1994                                                          | 137                                                           | 28                                                            | 2                                                             |
| 1995                                                          | 91                                                            | 6                                                             | 3                                                             |
| 1996                                                          | 111                                                           | 8                                                             | 9                                                             |
| 1997                                                          | 102                                                           | 12                                                            | 5                                                             |
| 1998                                                          | 96                                                            | 12                                                            | 6                                                             |
| 1999                                                          | 83                                                            | 10                                                            | 4                                                             |
| 2000                                                          | 132                                                           | 30                                                            | 11                                                            |
| 2001                                                          | 102                                                           | 3                                                             | 4                                                             |
| 2002                                                          | 114                                                           | 18                                                            | 8                                                             |
| 2003                                                          | 128                                                           | 10                                                            | 6                                                             |
| 2004                                                          | 129                                                           | 10                                                            | 16                                                            |
| 2005                                                          | 151                                                           | 16                                                            | 14                                                            |
| 2006                                                          | 150                                                           | 16                                                            | 12                                                            |
| 2007                                                          | 132                                                           | 8                                                             | 8                                                             |
| 2008                                                          | -                                                             | -                                                             | -                                                             |
| 2009                                                          | 106                                                           | 5                                                             | 8                                                             |
| 2010                                                          | -                                                             | -                                                             | -                                                             |
| 2011                                                          | -                                                             | -                                                             | -                                                             |
| 2012                                                          | 131                                                           | 19                                                            | 13                                                            |
| 2013                                                          | 119                                                           | 16                                                            | 9                                                             |
| 2014                                                          | 110                                                           | 16                                                            | 16                                                            |
| 2015                                                          | 140                                                           | 40                                                            | 29                                                            |
| 2016                                                          | 101                                                           | 31                                                            | 25                                                            |
| 2017                                                          | 101                                                           | 34                                                            | 32                                                            |
| 2018                                                          | 106                                                           | 27                                                            | 22                                                            |
| 2019                                                          | 121                                                           | 34                                                            | 27                                                            |
| 2020                                                          | 103                                                           | 25                                                            | 29                                                            |
| 2021                                                          | -                                                             | -                                                             | -                                                             |
| 2022                                                          | 147                                                           | 57                                                            | 63                                                            |
| 2023                                                          | 151                                                           | 64                                                            | 61                                                            |
| 2024                                                          | 159                                                           | 50                                                            | 53                                                            |